# Ятмас Дусай
Ятмас Дусай (Ятмас-Дусаево, тат. Ятмас Дусай) — село в Кукморском районе Республики Татарстан.
Административный центр Ятмас-Дусаевского сельского поселения.

## География
Расстоянее до Кукмора 17 километров.
Село расположено на юге Кукморского района, за лесным массивом, в окружении глубоких оврагов.

## Население
Численность населения села, согласно Всероссийской переписи населения (2010), составляет 348 человек.

## История
В «Списке населенных мест по сведениям 1859 года», изданном в 1866 году, населённый пункт упомянут как казённая деревня Ятмас-Дусаева (Костенеева) 2-го стана Мамадышского уезда Казанской губернии. Располагалась при речке Дусайке, по правую сторону почтового тракта из Мамадыша в Казань, в 58 верстах от уездного города Мамадыша и в 25 верстах от становой квартиры в казённой деревне Ахманова (Ишкеево). В деревне, в 50 дворах жили 327 человек (156 мужчин и 171 женщина), была мечеть.

### XX век
В 1932 году образовался колхоз «Кызыл тан». Первым его председателем был Шарифулла Хисматуллин.
В 1957 году Дусай присоединили в совхоз Ныртинский.
В 1983 году из совхоза Ныртинский выделился совхоз Дусаевский. В настоящее время Совхоз Дусаевский присоединили в Агрофирму Дружба.

### XXI век
С 2009 года в селе Ятмас-Дусаево работает отдельный пост пожарной охраны.